# 失望角 (南奧克尼群島)
失望角（英語：Cape Disappointment），是南極洲的海岬，位於南奧克尼群島，處於鮑威爾島西部，在1821年由捕海豹者所命名，該海岬現時由南極條約體系管理。